# ブライアン・ノッブス
ブライアン・ノッブス（Brian Knobbs、本名：Brian Yandrisovitz、1964年5月6日 - ）は、アメリカ合衆国のプロレスラー。ペンシルベニア州アレンタウン出身。相棒ジェリー・サッグスとのタッグチーム、ナスティ・ボーイズとしての活躍で知られる。

## 来歴
ブラッド・レイガンズのコーチを受け、1985年にバーン・ガニアのAWAでプロレスラーとしてデビュー。覆面を被り、ザ・テロリスト（The Terrorist）とも名乗っていた。
1986年、幼なじみのジェリー・サッグスのデビューに合わせ、ナスティ・ボーイズ（The Nasty Boys）を結成。以降、NWA、WWF、WCWなど各団体で活躍し、1990年代を代表するタッグチームとしてアメリカン・プロレス史にその名を残した。
1996年末、サッグスがnWoのジ・アウトサイダーズ（ケビン・ナッシュ&スコット・ホール）との抗争で首を負傷して引退。チームを解散し、自身もしばらく離脱していたが、後にシングルプレイヤーとしてWCWに復帰する。1999年からはWWF時代のマネージャーだったジミー・ハート率いるファースト・ファミリー（The First Family）の一員となり、主にハードコア戦線で活躍。バンバン・ビガロやテリー・ファンクらと死闘を展開し、ハードコア王座を3回に渡って獲得した。WCW末期はフィット・フィンレイとタッグチームを結成している。
WCW崩壊後は2001年にサッグスとナスティ・ボーイズを再結成してフロリダ州タンパのXWF（Xcitement Wrestling Federation）旗揚げに参戦。2007年11月20日にはWWEスマックダウンのダーク・マッチに出場した。
サッグスとはタンパで家族ぐるみの付き合いをしており、同じくタンパ在住のハルク・ホーガンの親友としても知られる。妻はグレッグ・バレンタイン夫人の妹でもある。
2009年11月にはハルク・ホーガンがオーストラリアでプロモートした "Hulkamania Tour" にサッグスと共に参加。2010年1月からはTNAに登場した。

## 得意技
- パワースラム
- ネックブリーカー

## 獲得タイトル
コンチネンタル・レスリング・アソシエーション
- AWA南部タッグ王座：2回（w / ジェリー・サッグス）[6]

フロリダ・チャンピオンシップ・レスリング
- FCWタッグ王座（NWAフロリダ・タッグ王座）：5回（w / ジェリー・サッグス）[7]

ワールド・レスリング・フェデレーション
- WWF世界タッグ王座：1回（w / ジェリー・サッグス）[8]

ワールド・チャンピオンシップ・レスリング
- WCWハードコア王座：3回[4]
- WCW世界タッグ王座：3回（w / ジェリー・サッグス）[9]

エキサイトメント・レスリング・フェデレーション
- XWF世界タッグ王座：1回（w / ジェリー・サッグス）